# Moio della Civitella
Moio della Civitella es una localidad y comune italiana de la provincia de Salerno, región de Campania, con 1.949 habitantes.

## Evolución demográfica
| Gráfica de evolución demográfica de Moio della Civitella entre 1861 y 2001 |
|                                                                            |
| Fuente ISTAT - elaboración gráfica de Wikipedia                            |